# Tatiana Chebanova
Tatiana Vladimirovna Chebanova (en russe : Татьяна Владимировна Шебанова) est une pianiste soviétique puis russe et polonaise, née le 12 janvier 1953 à Moscou et morte le 1er mars 2011 à Varsovie.

## Biographie
Après avoir obtenu un 2e prix au Concours international de piano Frédéric Chopin de Varsovie en 1980, elle a mené une carrière de concertiste internationale.
Elle a longtemps résidé en Pologne, enseignant à l'Académie de musique de Bydgoszcz et donnant régulièrement des master class.
Elle a enregistré Chopin, Brahms, Rachmaninov, Feinberg, Debussy, Szymanowski et Zarzycki pour de grands labels comme RCA Victor, Melodia, Muza, CBS Sony, EMI, Pony-Canyon, Dux. Sa discographie comporte une cinquantaine de CD.